# Замок Маруока
Замок Маруока (яп. 丸岡城 маруока-дзё) — замок в префектуре Фукуи, Япония.
Первый замок на этом месте воздвиг Симандатэ Саданага, вассал клана Огасавара, который владел провинцией. Строительство современного здания было начато в 1576 году и завершилось около 1595 года.
Замок представляет собой тридцатиметровый шестиярусный тэнсю на семиметровом каменном основании, в которое была замурована слепая крестьянка.
Замок называют также и как «Касумига-дзё», что означает «замок в тумане» (во время цветения сакуры замок окружен как бы бело-розовым облаком).